# 마에다 준
마에다 준(일본어: 麻枝 准, 1975년 1월 3일 ~ )은 일본의 시나리오 라이터이자, 작사·작곡가이다.
일본의 미에현 출신으로 미에(일본어: 三重高校) 고등학교를 졸업하고(카이세이 고교 출신이 아님.), 추쿄(일본어: 中京)대학에서 심리학을 전공했다. 현재 게임 제작 업체인 Key에 소속되어 활동중이며, 비주얼 노벨 분야에서 시나리오, 작사, 작곡 분야에 있어 큰 두각을 보였다. Key의 창립 멤버로, 창립 이전부터 택틱스사에서 근무하며 Moon.과 One ~빛나는 계절로~의 제작에 참여하였고, Key의 창립 이후에도 카논, 에어, 클라나드 등의 제작에 참여하며 왕성한 활동을 하고 있다. 이외에도, 만화 히비키의 마법의 원작가로 참여하기도 하였다.
그의 출생당시 이름은 마에다 준(일본어: 前田 純)으로, 현재의 이름은 발음만 동일한 한자로 바뀐 것이다.

## 전기

### 학생 시절
마에다 준은 어렸을때부터 글을 썼다. 그는 초등학교 시절 처음으로 게임북을 만들었다. 그는 특히 J.H. 브레넌의 게임북, 그레일 퀘스트를 좋아했는데, 그 시리즈 중에서도 첫 두 권인 어둠의 성과 용의 우리를 좋아했다고 한다. 중학교를 다니며 그는 교내신문에 자신이 쓴 짧은 이야기를 싣기도 했다. 카이세이 고등학교에 입학한 그는 판타지장르에 빠지기 시작했으며, 작사와 작곡을 시작했다. 추쿄대학에 입학한 그는 카도카와 문고의 세이넨 라이트 노벨 잡지 더 스니커에 단편들을 싣기도 했다. 졸업논문을 쓸 즈음에는 테크노 음악에 빠졌다.

### 취업
대학을 다니던 그는 니혼 팔콤이나 남코, 캡콤과 같은 유명기업에서 비디오 게임의 음악 작곡가가 되길 원했으나 실패했다. 그는 게임개발사인 TGL에서 면접을 보는데까진 성공했으나, 맞는 서류를 제출하지 못해 취직에 실패했다. 작곡가로써 취직에 실패한 그는 비디오 게임 회사에서 시나리오 라이터로 일하기로 결정했다. 1990년대 중반 당시에는 비디오 게임에 시나리오라는 개념이 없었기에, 그는 어덜트 게임회사에 취직하기로 마음을 먹는다. 약 한 달 만에 300페이지 정도의 에로틱한 시나리오를 작성한 그는 어덜트 게임 회사에 그것의 판매를 시도했다. 처음 시도한 회사는 란스 시리즈로 유명한 앨리스 소프트였지만, 그가 결국 취직한 곳은 Scoop이었다. Scoop에 재직하던 1997년, 그는 회사의 첫 게임이었던 혼돈의 여왕 료코에 메인 시나리오 라이터로 참가했다. 그러나 근무환경에 불만이 많던 그는 자신이 맡은 시나리오 분야의 일이 끝나자마자 회사를 그만두었다.

### 택틱스에서 Key로
1997년 Scoop를 떠난 마에다는 유통사 Nexton의 산하에 있던 택틱스에 취직했다. 그곳에서 그는 회사의 두 번째 게임인 《Moon.》의 시나리오와 작곡을 맡았으며, 1998년 발매된 세 번째 게임, 《One ~빛나는 계절로~》에서는 시나리오를 맡았다. 두 작품에서 긍정적인 반응을 얻은 그는 히노우에 이타루, 오리토 신지, 히사야 나오키, OdiakeS를 포함한 《Moon.》과 《One》의 스탭들을 데리고 택틱스를 나와 비주얼 아트로 들어가 Key를 창립했다.
Key를 창립한 그는 1999년, 회사의 첫 게임으로 자신이 시나리오와 작곡을 맡은 《카논》을 발매하는데, 이 게임은 당시 일본의 어덜트 게임 시장에서 많은 인기를 얻었다. 《카논》의 시나리오 라이터로는 마에다 이외에도 대부분의 시나리오를 맡았던 히사야 나오키가 있는데, 그는 《카논》의 제작이 끝나자마자 Key를 퇴사한다. 그로 인해, Key의 다음 작품이었던 《Air》에서는 그가 대부분의 시나리오를 작성하게 되었으며, 게임 속 음악 일부의 작사와 작곡을 맡았다. 4년 후인 2004년, Key는 세 번째 작품이자 플레이 분량이 가장 많은 《클라나드》를 내놓는데, 마에다는 이 게임 시나리오의 75%가 넘는 양을 직접 썼다. 그와 동시에 그는 그가 학생시절 처음 썼던 단편을 가지고 《히비키의 마법》이라는 이름의 만화책을 내놓는다. 2005년에는 Key의 5번째 작품인 《토모요 애프터 ~It's a Wonderful Life~》에 시나리오와 음악을 맡았으며, 2007년 7월 발매된 Key의 6번째 작품인 《리틀 버스터즈!》에서도 역시 시나리오와 음악을 맡았다. 그러나 《리틀 버스터즈!》가 완성된 2007년 1월, 그는 콤프틱과의 인터뷰에서 더 이상 Key사의 시나리오 스탭으로 활동하지 않을것을 선언했다. 하지만 2007년 12월 전격 G's 매거진과의 인터뷰에서 그는 작곡가로써는 계속 활동할 것임을 밝혔다. 2007년, 그는 Marron사의 게임 《해바라기의 채플》에서 그대와의 엔딩 테마곡을 작곡했으며, 2008년 6월에 발매되는 Ram의 게임 《5》의 음악 스탭으로 활동했다. 2008년 기준으로, 그는 Key의 7번째 게임 《리라이트》에서 제작 총괄을 맡았고 작곡과 검수를 담당하고 있다.
이후 2009년 4월 26일에는 일러스트레이터 Na-Ga와 함께 신규 프로젝트인 《엔젤 비츠!》의 발표를 하면서 시나리오 분야의 복귀를 선언하였다.

## 집필 테마
비주얼 노벨에서 뛰어난 시나리오 라이터인 마에다는 가족과 그들의 재결합을 반복해서 다뤘다. 에어, 클라나드에서 그는 가족간의 사랑과 유대를 표현하였으며 초기작인 Moon.에서는 여주인공과 그녀의 새엄마 간의 갈등을 그렸다. 한편 그는 현실에 입각한 세계에 비현실적인 요소를 넣는 방식도 반복해서 사용해 왔는데, 클라나드의 환상세계와 에어의 마술에서 잘 확인할 수 있다. 비슷하게도, One ~빛나는 계절로~는 현실의 배경에 환상적인 세계를 사용했는데, 이 방식은 무라카미 하루키의 소설, 세계의 끝과 하드보일드 원더랜드에서 사용된 방식과 유사하다는 지적을 받았다.
우울한 시나리오 라인을 갖고 있는 Moon.의 제작 이후, 마에다는 훗날 "최루계"라 불리는 장르의 시나리오 제작을 결심하는데, 그 시작이 One ~빛나는 계절로~이다. 이러한 최루계 미소녀 게임은 플레이어로 하여금 캐릭터로 인해 울음을 터트리게 하고 깊은 감동을 전하는데, 마에다는 카논에서 자신이 맡은 시나리오인 사와타리 마코토와 카와스미 마이에 그러한 요소를 심었다.

## 음악적 능력
마에다 준은 그가 작업한 게임에서 배경음악의 작사와 작곡을 하고 있다. 택틱스 시절, 그는 Moon.에서 단 한곡을 만들었고, One ~빛나는 계절로~에서는 단 한곡도 만들지 못했지만, Key에서 그는 플라네타리안 ~자그마한 별의 꿈~을 제외한 모든 게임의 작사/작곡에 참가해 왔다. 또한 그는 애니메이션 클라나드의 엔딩곡을 작사, 작곡했다. 마에다가 작곡한 곡들은 모두 Key의 음반 브랜드인 Key Sounds Label로 발매되었는데, 이중에는 리아가 부른 Natuskage / nostalgia, Birthday Song,Requiem, Spica/Hanabi/Moon과, riya가 부른 Love Song도 있다. 마에다는 "인형"과 "인간"이라는 두 곡을 리아와 타다 아오이의 듀엣곡으로 작사, 작곡했는데, 이 중에서 "인형"은 2008년에 방영된 애니메이션 시리즈 건슬링거 걸 2기의 엔딩으로 사용되었다.